# Hapalopus nigriventris
Hapalopus nigriventris là một loài nhện trong họ Theraphosidae.
Loài này thuộc chi Hapalopus. Hapalopus nigriventris được Cândido Firmino de Mello-Leitão miêu tả năm 1939.